# Млодув (Малопольське воєводство)
Млодув (пол. Młodów) — село в Польщі, у гміні Північна-Здруй Новосондецького повіту Малопольського воєводства.
Населення — 530 осіб (2011).
У 1975-1998 роках село належало до Новосондецького воєводства.

## Демографія
Демографічна структура станом на 31 березня 2011 року:
|          | Загалом | Допрацездатний вік | Працездатний вік | Постпрацездатний вік |
| -------- | ------- | ------------------ | ---------------- | -------------------- |
| Чоловіки | 244     | 56                 | 169              | 19                   |
| Жінки    | 286     | 62                 | 169              | 55                   |
| Разом    | 530     | 118                | 338              | 74                   |